# 4e division de fusiliers (1re formation)
Cet article concerne la division soviétique formée en 1919 et dissoute en 1942. Pour la division soviétique formée en 1942, voir 4e division de fusiliers (2e formation). Pour les autres significations, voir 4e division.
La 4e division de fusiliers est une unité d'infanterie de l'Armée rouge pendant la guerre civile russe et la Seconde Guerre mondiale. Créée en 1919, elle est dissoute en 1942 pendant la Grande Guerre patriotique.

## Historique
La division est créée le 12 juin 1919 à partir de la division de fusiliers lituanienne (ru),, réduite à la taille d'une brigade depuis le 21 mai.
Rattachée à la 15e armée (appelée armée lettone soviétique (de) jusqu'au 17 juin), la division mène d'abord des opérations contre les bandes antisoviétiques en Biélorussie puis participe à la bataille de Pétrograd contre l'armée du Nord-Ouest commandée par le général Ioudenitch. Elle reprend Pskov en août, Louga en octobre et Gdov en novembre. À partir de mai 1920, elle combat dans la Guerre soviéto-polonaise, passant à la 4e armée en septembre 1920,.
En octobre 1920, elle passe à la 16e armée et en novembre, elle participe à la lutte contre la guérilla de Stanisław Bułak-Bałachowicz dans la région de Loïew et Retchytsa. Elle continue à mener des opérations de contre-insurrection dans les provinces de Homiel et Minsk jusqu'en avril 1921. Elle est rattachée au front de l'Ouest (en) à partir de mai 1920,.
Le 8 décembre 1921, la division reçoit l'appellation Smolenskaïa (Смоленская, de Smolensk). Le front de l'Ouest dont fait partie de la division est renommé district militaire de l'Ouest en avril 1924, puis district militaire biélorusse.
Par décision du conseil militaire révolutionnaire (en) datée du 21 novembre 1924, la division est nommée en l'honneur du prolétariat allemand, le Parti communiste d'Allemagne parrainant la division. En 1928, la division reçoit l'ordre du Drapeau rouge en récompense des combats menés pendant la guerre civile,.
En septembre 1939, la division participe à l'invasion de la Pologne, avec la 10e armée du district militaire biélorusse.
En décembre 1939, elle passe dans la 13e armée et est engagée dans la guerre soviéto-finlandaise. Elle rejoint en avril 1940 le district militaire transcaucasien.
Au déclenchement de l'opération Barbarossa, l'invasion allemande de l'URSS, la 4e division de fusiliers fait partie du 3e corps de fusiliers du district militaire transcaucasien. La division passe ensuite à la 46e armée créée fin juillet 1941 à partir du 3e corps.
Engagée au combat à partir du 17 septembre 1941, elle subit de lourdes pertes lors de la bataille de Voronej[réf. souhaitée] et est dissoute le 28 novembre 1942.